# Shahīd Chamrān (ort i Iran)
Shahīd Chamrān (persiska: شهید چمران, Shahīd Doktor Chamrān) är en ort i Iran.   Den ligger i provinsen Khuzestan, i den västra delen av landet, 500 km sydväst om huvudstaden Teheran. Shahīd Chamrān ligger 59 meter över havet och antalet invånare är 768.
Terrängen runt Shahīd Chamrān är platt. Runt Shahīd Chamrān är det ganska tätbefolkat, med 144 invånare per kvadratkilometer. Närmaste större samhälle är Susa, 15,0 km norr om Shahīd Chamrān. Trakten runt Shahīd Chamrān består till största delen av jordbruksmark.